# Zbigniew Stanisław Kowalski
Zbigniew Stanisław Kowalski (ur. 23 listopada 1921 w Liszkach, zm. w 2013) – polski prawnik, weteran II wojny światowej w randze kapitana piechoty Polskich Sił Zbrojnych.

## Życiorys
Absolwent warszawskiego Liceum im. Władysława IV. Po kampanii wrześniowej 1939 przez Rumunię dotarł do Francji. Jako żołnierz 5 Małopolskiego pułku strzelców pieszych brał udział w walkach pod Saoną i Montbéliard, gdzie dostał się do niemieckiej niewoli, skąd uciekając przez Marsylię dostał się do Hiszpanii. Aresztowany przez Hiszpanów uciekł z transportu i przez Lizbonę i Gibraltar dostał się do Anglii. Brał udział w misji rekrutacyjnej w Kanadzie, a następnie w szeregach 1 Dywizji Pancernej walczył w Normandii w bitwach pod Caen, Chambois i Falaise. Z powodu odniesionych ran ewakuowany został do Wielkiej Brytanii. Po wojnie studiował prawo na Oxfordzie, a ekonomię i handel na Polish University College w Londynie. Później pracował jako nauczyciel języka polskiego przez 21 lat. Był też prezesem Związku Studentów Polskich, prezesem oddziału Skarbu Narodowego, wiceprezesem Instytutu Józefa Piłsudskiego w Londynie i kierownikiem jego Komisji Archiwalno-Wydawniczej. Wielokrotnie odznaczany, otrzymał m.in. Order Odrodzenia Polski, trzykrotnie Krzyż Walecznych, Srebrny Krzyż Zasługi z Mieczami, Złoty Krzyż Zasługi, pamiątkowy Krzyż Czynu Bojowego PSZnZ, francuski Krzyż Wojenny.